# MO-120-RT-61
MO-120-RT-61 ili Mortier 120mm Rayé Tracté Modèle F1 (hrv. Teški vučni minobacač, model F1) je francuski minobacač kalibra 120 mm te nasljednik prijašnjeg modela MO-120-AM-50. Riječ je o vučnom minobacaču za čiji transport su namijenjeni oklopni transporter VTM-120 (verzija VAB-a) ili borbeno vozilo AMX-10TM (verzija AMX-10P). Razlog tome je što ova vozila osim vojnika i minobacača mogu prenijeti i 70 granata te pružiti posadi osnovnu balističku zaštitu od vatrenog oružja i šrapnela.

## Povijest
Minobacač je za potrebe francuske vojske razvila i proizvodila tvrtka Thomson-Brandt a u službu je uveden 1973. godine. Riječ je o najtežem i najsnažnijem minobacaču kojeg je ta tvrtka proizvela. Tada je stvorena ideja da se na osnovnu konstrukciju minobacača postavi topnička cijev što je dovelo do razvoja MO-120-RT-61.
Njegove prednosti su veliki domet i preciznost a mane prevelika težina i cijena. Razlog velikog dometa je dužina cijevi koja iznosi 2.080 mm (umjesto uobičajenih 1.500 do 2.000 mm) kao i korištenje odgovarajućeg streljiva. Zbog odličnih karakteristika u ratu, ovaj minobacač je ostvario veliki izvozni rezultat dok se licencno proizvodi u Turskoj (MKEK), Nizozemskoj (Hotchkiss Brandt) i SAD-u (General Dynamics Ordnance).
Granate se mogu ispaljivati automatski (ubacivanjem granate u cijev minobacača) ili kontrolirano (potezanjem užeta postavljenog za okidač minobacača nakon što je u njegovu cijev ubačena granata). Mnogi vojni eksperti slažu se da nova generacija 120 mm granata ima istu učinkovitost kao i one ispaljene sa 155 mm minobacača (u kontekstu radijusa uništenja neprijateljske sile).
Kao dodatna opcija, na minobacač mogu biti instalirani GPS uređaj i SUP.

## Korisnici
- Francuska: primarni korisnik u čijoj je službi 128 minobacača.[1][3] U francuskoj vojsci nosi oznaku RT F1.
- Azerbajdžan[2]
- Bangladeš[1][2]
- Belgija[1][2][3]
- Brazil[1][3]
- Cipar[1][3]
- DR Kongo[2]
- Džibuti[3]
- Indija[3]
- Italija[1][2][3]
- Izrael[3]
- Japan:[1][2] u japanskim samoobrambenim oružanim snagama minobacač nosi oznaku Type 96 SPM.[3]
- Jordan[3]
- Kamerun[2]
- Katar[2]
- Kolumbija[1][2][3]
- Kuvajt[2]
- Meksiko[2]
- Niger[2]
- Nizozemska:[1][3] u nizozemskim oružanim snagama minobacač nosi oznaku HB Rayé[2] a licencno ga proizvodi Hotchkiss Brandt.[3]
- Njemačka[1]
- Pakistan[2]
- SAD:[1][2] minobacač je u službi marinskog korpusa gdje nosi oznaku M327 EFSS (eng. Expeditionary Fire Support System).[1][3] a licencno ga proizvodi General Dynamics Ordnance. Vojnici ga smatraju produktom sudara budžeta i ambicije jer M327 ima sporiju brzinu paljbe ali ga odlikuju velika preciznost i brza doprema na bojno polje.[1]
- Senegal[2]
- Sudan[2]
- Tunis[2][3]
- Turska:[1] u turskim oružanim snagama minobacač nosi oznaku HY-12 a licencno ga proizvodi MKEK.[2][3]

## Vanjske poveznice
- Jedsite.info - MO-120-RT-61  Arhivirana inačica izvorne stranice od 24. listopada 2014. (Wayback Machine)
- French 120-mm MO-120-RT-61 Mortar  Arhivirana inačica izvorne stranice od 15. siječnja 2015. (Wayback Machine)
- Daegel.com - MO 120 RT